# محمد بن ابی البرکات جوهری
محمد بن ابی البرکات جوهری نیشابوری یا به شکلی دیگر ابن ابی البرکات، نویسنده و گوهرشناس ایرانی در سده ششم هجری در نیشابور بود. او مولف کتاب مهم «جواهر نامه نظامی» است. از زندگی ابن ابی الیرکات جزئیاتش معلوم نیست. فقط آن که شغل او زرگری و سنگ‌شناسی بوده‌است.
«جواهرنامه نظامی» پس از الجماهر فی الجواهر تالیف ابوریحان بیرونی که به زبان عربی است از کتاب‌های مهم مربوط  به جواهر، سنگ‌های قیمتی، فلزات و ممزوجات (الیاژ) و تلاویحات  به‌شمار می‌آید. اهمیت عمدهٔ جواهر نامه که به سال ۵۹۲ هجری تالیف شده این است که مولف هم چنین پدر و پسرش پیشنهٔ جوهری داشته‌اند یعنی زرگر و حکاک بوده‌اند. نام کتاب در سه نسخهٔ ترکیه، قم و تاشکند جواهر نامهٔ نظامی است. اما در نسخهٔ ملک (تهران) به غلط جوهرنامهٔ نظامی نام گرفته‌است. مصحح کتاب پس از شناسایی مولف و اثر او نسخه‌ها و شیوهٔ تصحیح خود را توضیح داده‌است.